# Rimfaxe
Rimfaxe (eller Hrimfaxe; ”den som har rim i manken”) är i nordisk mytologi guden Natts häst som dreglade fram morgondaggen.
Citat ur Poetiska Eddan:
Hrimfaxe heter den häst som drar
Natt till de goda gudar;
ur mulen dryper var morgon,
därav kommer dagg i dalar.
Adam Oehlenschläger skriver i Guldhornene, 1802):
Hrymfaxe den sorte
puster og dukker
og i Havet sig begraver.
Morgenens Porte
Delling oplukker,
og Skinfaxe traver
i straalende Lue
paa Himlens Bue.